# Auboncourt-Vauzelles
Auboncourt-Vauzelles település Franciaországban, Ardennes megyében. Lakosainak száma 96 fő (2022. január 1.). Auboncourt-Vauzelles Corny-Machéroménil, Faux, Lucquy, Novy-Chevrières és Saulces-Monclin községekkel határos.

## Népesség
A település népességének változása:
| Lakosok száma | 85   | 82   | 82   | 103  | 100  | 101  | 100  | 97   | 97   | 96   |
|               | 1968 | 1982 | 1990 | 2006 | 2013 | 2015 | 2017 | 2019 | 2020 | 2022 |